# 瀧庸
瀧 庸（たき いさお、1898年（明治31年）12月6日 - 1961年（昭和36年）5月18日）は、日本の軟体動物学者。理学博士。3歳下の弟に軟体動物学者の瀧巖をもち、共に多板類などの軟体動物の記載を行った分類学者である。甥に花井哲郎を持つ。

## 生涯

### 誕生から高等師範学校
1898年（明治31年）12月6日、愛媛県松山市に瀧幾太郎の次男として生まれる。長男は幼くして亡くなったため、相続者となる。愛媛県師範学校附属尋常小学校・附属高等小学校を終え、1年後の1914年（大正3年）に師範学校に入学した。当時、子供たちに昆虫採集のような博物趣味がブームとなっており、彼はいつとはなしにそうした趣味を持つようになっていた。それが実家の近くに住んでいた小松崎三枝に知られたことが、入学の動機の一つであった。彼女は茨城県東北端の大津出身で文部省の中等教員検定試験の植物・動物に合格した独学の士で、顕花植物だけでなくシダ類、コケ植物、地衣類、キノコ類といった隠花植物を含む植物を集めて学者に同定を依頼し、貝類についても沢山の標本を持っており、その標本室を「目八楼」と名付け数枚の絵葉書を作っていた。師範卒業までの4年間は彼女の指導を受け、この間に生涯の方向が決定づけられたと考えられる。1918年（大正7年）、師範学校を卒業して西宇和郡 真穴村 大島（現八幡浜市）の小学校に赴任した。その夏、「六週間現役兵」として松山の歩兵第22連隊に入営し、兵役を終え幹部適任証をもらった。この島の海岸で貝類を次々と採集してそれを家へ送ったところ、松山中学の5年生であった弟の巌は京都の黒田徳米に送って名を教えてもらい、貝の略図を描いて名と共に庸に送った。これは兄弟にとって好機会であり、これにより三崎半島（佐田岬半島のこと）を隔てて内海と外洋との貝の分布状態は違うということを知った。翌年（1919年）、広島高等師範学校に入学した。高師では博物・地理の専攻になっていたがその中動物は特に得意でもあり熱心だった。4年生になると卒業論文を書くことになっていたが、阿部余四男に指導してもらい、当時までに松山市附近で入手していたヒザラガイ類を記載した。これはそれまでに黒田から名称等を教えてもらっていたことが基礎になっており、阿部から学友であった平瀬信太郎に紹介され、Tryon's Manual of Manual of Conchology, Vol.14 を借り受けて参考にしていた。

### 教諭時代
1923年（大正12年）、卒業とともに神奈川県立横浜第三中学校（現：神奈川県立横浜緑ケ丘高等学校）に教諭として赴任した。この中学は新設で、横浜商工実習学校の一部を借りて発足し、一年生3クラスと数名の教官が集まっていた程度であった。その年の8月中旬に三崎臨海実験所で中等教員講習会が開かれ、これに参加し、谷津直秀や当時助手であった岡田要に直接指導を受けた。谷津は庸に、「ヒザラガイ類について調べた経験があるというので皆に話をしてくれ」といい、自著の『動物分類表』を常に手にしており、熱心に分類表の白い所に記入した。庸が臨海実験所に来ている間、中学校の教官室から不審火が出て校舎はほとんど焼け、それまで持っていた書籍・標本等全部を失った。赴任してすぐの出来事で出鼻を挫かれた状態であったが、苦難はそれに留まらず、さらに約2週間後の9月1日には関東大震災が襲来し、この際は幸い怪我や失ったものはなかったが、大混乱に苦しんだ。やがて次第に平静を取戻すと、牧野富太郎の植物採集会に参加したり、横浜を中心に貝類を採集して謄写刷の目録を作り、ヒザラガイ類の研究も続けた。1924年（大正13年）に平瀬信太郎にお願いしてあった『岩礁に於ける三崎のヒザラガイ類』が動物学雑誌第36巻に掲載され、これが処女作となった。ここで4年間教諭生活が続いたが、この間に貝友石橋千円やDaniel B. Langfordなど、様々な人と知りあった。

### 京大学生時代
1927年（昭和2年）京都大学農学部農林生物学科に入学し、昆虫学専攻となり、湯浅八郎（教授）・八木誠政（助教授）の指導を受けた。1928年（昭和3年）秋には目本貝類学会の創立に関し、黒田徳米を中心に金丸但馬、瀧兄弟が地質学教室に何度も集って協議し創立事業を進めた。貝類学雑誌、ヴヰナス創刊冒頭の発刊の辞は庸が書いた。卒業論文は"ユスリカ Chironomus の発生"で、湯浅が信頼できる人にやらせたいと待望していて、庸は根気よく沢山の発生段楷スケッチを描いた。その結果を動物学会で2回（雑誌に要旨が出たのはその翌年の1932年、1934年）発表したが、図版は出版に多額の費用がかかるので自身で持っていた。これは恐らく後に南京に渡った際、現地に残して来たと考えられる。

### 東大助手時代
1930年（昭和5年）、卒業に当たり東京帝国大学動物学教室の助手に採用されることになった。ここでは昆虫学の分野に限らないで貝類、特にヒザラガイ類を研究できることになった。弟、巌との共著の"日本産ヒザラガイ類の研究" は第6報まで出た。しかし1932年（昭和7年）の春に、毎日横浜の本牧から1時間半ほどかけて通勤していることが身体に応えたのか、慢性の腎臓炎になり約3ヶ月自宅で静養しなければならないことになった。回復後、弟に忠告され、東大医学部裏の民家の一室を借りて単身住み、週末だけ横浜に帰宅するという状態が長く続いた。自身に勉学心があったことに加え、毎日家族とは会わないし宿でもゆっくりくつろぐほどの所でないため、朝は朝食後すぐ研究室に出て、夜は夕食後も遅くまで居残るということに自然になって、軟体動物全体、あるいは動物学全般について広い勉学をした。各地から寄せられたヒザラガイ類その他の標本を調べ次第に整理していった。1933年（昭和8年）秋には岩波講座生物学の『腹足類・弁鰓類』を出版したが、これは日本で初めて書かれた頭足類を除く軟体動物の教科書ともいうべきものである。ヒザラガイ類の分類をする傍、ヒラフネガイ・ツメタガイ・ミウライモガイなど諸種の腹足類の解剖を主とした報告を書いた。1936年（昭和11年）には早稲田大学の徳永重康の指揮による第一次満蒙学術調査研究団の報告としてショウトクヒメタニシ Cipangopaludina chengtenensis (Is. Taki, 1936) [syn. Idiopoma chengtenensis Is. Taki, 1936]、ヒロクチモノアラガイ Radix auricularia (Linnaeus, 1758)、ヤマホタルガイ Cochlicopa lubrica (O. F. Müller, 1774)、マンシュウマイマイ Bradybaena (Manchurohelix Iw. Taki, 1936）lavrushini T.D.A. Cockerell, 1896 の各種について詳しい解剖・分布・分類上の位置等を多数の図版をつけて説明した力作を出した。1938年（昭和13年）には、かねてから準備していた陸奥湾のヒザラガイ類の報告が東北大学理科報告に英文で出た。これは陸奥湾で採集されたヒザラガイ類の研究で、種数は21種で内4種の新種を含み、各種の外形・殻板肉帯上の鱗片・棘・歯舌等を多数の図版を添えて詳細に記載し、また各種の分布を詳説したもので、日本産ヒザラガイ類の文献として一つの注日すべき位置を占めるものとなった。これを主論文として1938年（昭和13年）4月27日、東京大学から理学博士の学位を授与された。1938年（昭和13年）5月、黒田徳米が台北帝国大学に転勤になるのに伴い、緊急理事会を催して協議しヴヰナスの編集・出版を庸が引き受けることになった。京都で誕生した日本貝類学会の中心が東京に移り、南京に1942年（昭和17年）に転出するまで続いた。同年9月、東横百貨店で貝類展覧会が催されたが、これは貝類学会が一般大衆に啓蒙的運動をしたことの最初のもので、庸は何日間か赴いて公衆に展示品の説明をした。一方ツノオリイレ類・カリバガサ科・ヒザラガイ類新種について報告もしており、1938年、動物学雑誌50巻にて"日本近海産軟休動物の分布に就ての考察"を報告した。なおこれついてはより詳細に日本学術協会で講演した（要旨は日本協会報告, 14 (1939)：316 − 9）。

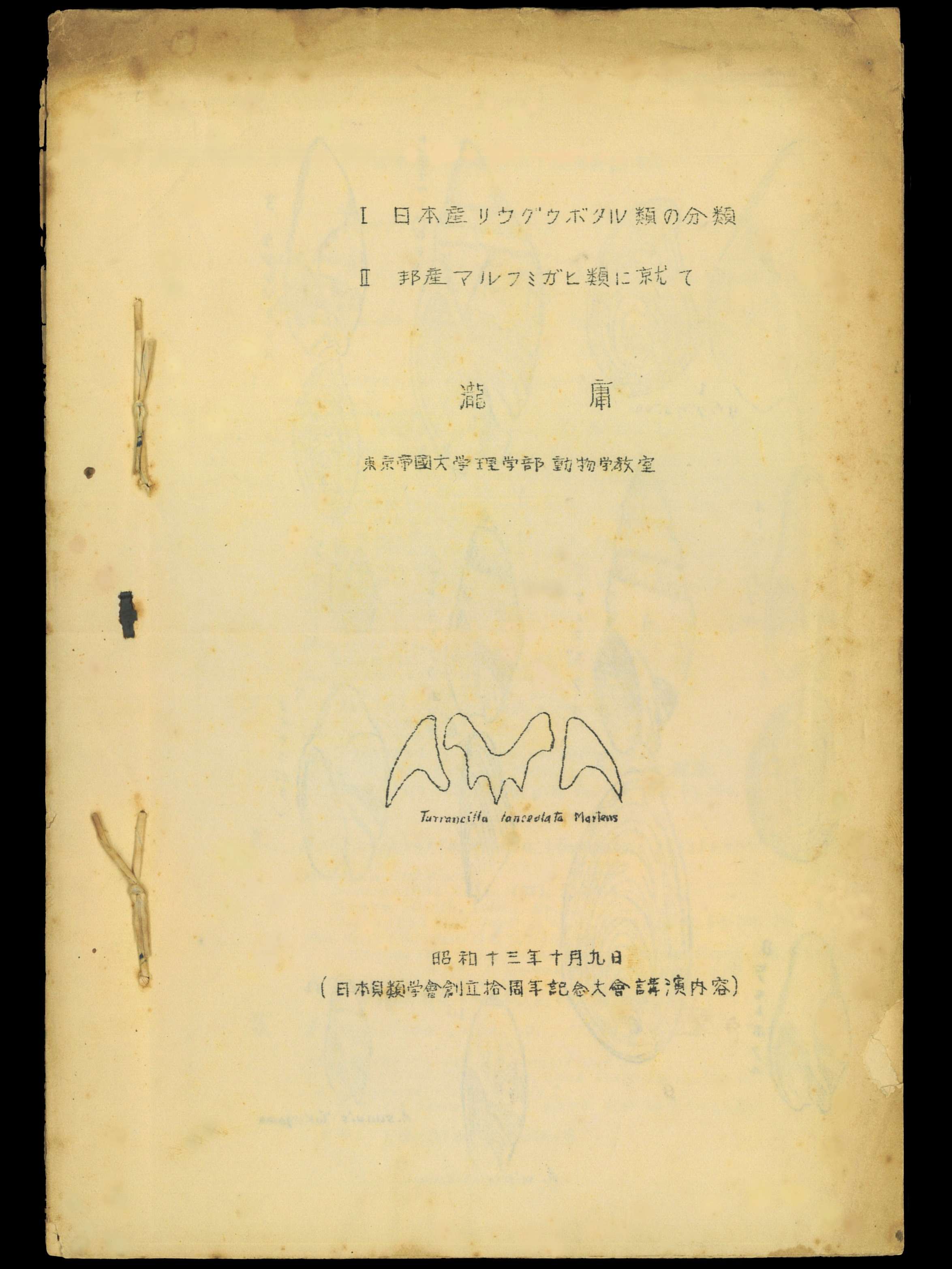
貝類学会創立10周年記念大会の瀧の講演資料（1938年10月）

同年秋には貝類学会創立10周年記念大会を大阪市赤川小学校で催し、リュウグウボタル類とマルフミガイ類の分類について講演した。1939年（昭和14年）9月には平瀬信太郎が逝去したが、氏は自身の貝類学関係の後のことは滝さんにお願いするようにと遺言していたという。同氏の写していたヒダリマキマイマイの写真を表紙画にして追悼記念号を自ら企画し、翌年出した（ヴヰナス、10巻1号）。1939年（昭和14年）3月には動物学会例会でウミマイマイについて講演したが、その内容は発表されておらず南京止め置きのため資料もないので詳細は不明であるが、前年秋に大阪から熊本と学会に引続いて出席した帰途福岡県 三池附近に立寄って親しく採集して帰っているため、形態・生態について詳しい記録を作っていたことは確かである。1939年（昭和14年）11月、興亜院嘱託として南京と杭州に出張し、中支に残存した貝類標本の整理に当たった。翌15年（1940年）6月から9月の約3ヶ月間、同様に興亜院嘱託で隊長を東大助教授多田文男に、内蒙古学術調査に動物学班長として出張し、同地の動物について広く調査したが、その様子を3篇書いた。さらに翌年の夏にも約3ヶ月間、第二次調査に参加した。第1回探検の報告として"蒙古に於ける動物分布相に就て"という単行本を刊行した。61種の巻貝・二枚貝を記載した"満洲産陸水貝類"を1940年（昭和15年）7月に出版し、翌41年には"タイワンカクタニシの解剖"を書いた。

### 南京時代
1941年の12月に太平洋戦争が始まったばかりの1942年（昭和17年）3月末で東大を退職し、興亜院から派遣され南京政府の行政院文物保管委員会研究部主任研究員となり、単身南京へ赴任した。昭和14年秋に行ったことのある所で勝手も知っており、全て新しい事業ということもあって設備などもこれからという状態であったため、自身の持っていた標本・参考文献等すべて携行したが、のちにこれらの貴重な資料はすべて失われた。昭和18年（1943年）には大塚彌之助・鈴木好一とともに渡支前から準備していた『東亜産現生化石貝類の研究 第1集』を単行本として出版した。同年8月には中央大学教授となり学生の指導にも当たり、すべて昭和20年（1945年）8月の終戦の時まで続いた。南京では標本の蒐集と自己の研究資料整備を計っていたと考えられるが、資料は全て現地に止めおかれたので実情はよく判っていない。

### 東海区水研時代

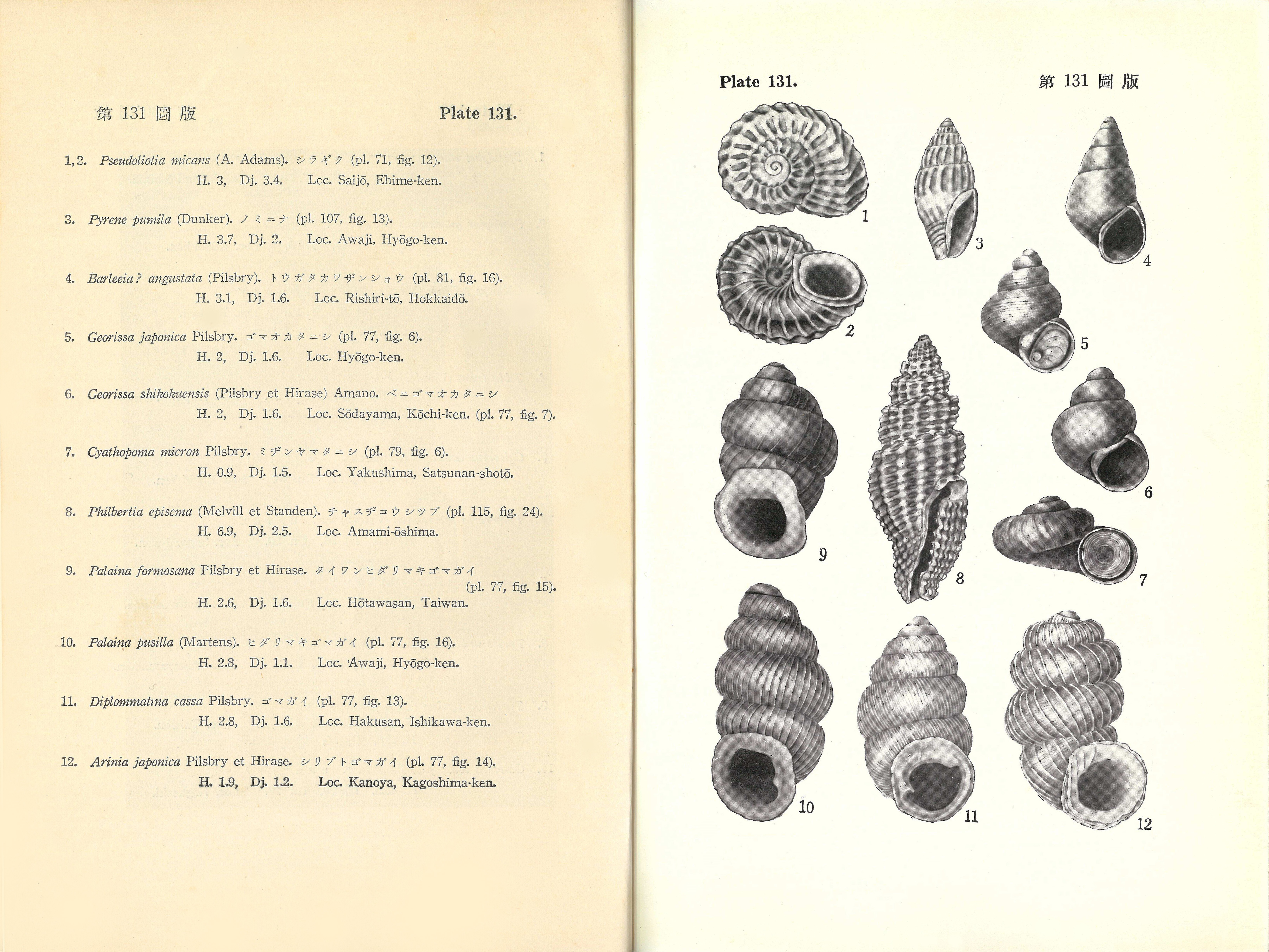
『天然色寫眞版日本貝類圖鑑』（文教閣、1951）より瀧が描いた図版の1枚

大東亜戦争が終わり、1946年（昭和21年）5月、日本に引き揚げた。戦災により貝類標本とともに横浜の自宅および松山の生家は消失し、家族は神奈川県厚木に疎開していた。ヒザラガイ類等同定を依頼されていた微小貝類標本・参考文献等は全て差し押さえられ、新政権下で上海自然科学研究所に集められた。ヒザラガイの論文については、甥の花井に抜刷りに贈っていたものを返してもらい、用いた。庸は翌22年4月に農業技官となり水産試験場に勤めることになったが、改組されて東海区水産研究所となった。1948年（昭和23年）、戦前に原稿はできていたものが遅れて刊行され、概説と15種のヒザラガイ類および外地産の貝類を多く収録した『増補改訂 日本動物図鑑』を出版した。水産研究所は「東海区」と行動範囲が限られるようにはなったが、それでも八丈島のほかに宮崎県のチョウセンハマグリの増殖、浜名湖アサリ貝毒事件等で度々国内各地に出張し浅海増殖の技術向上に努め、1950年（昭和25年）には増殖部長となった。
1951年（昭和26年）には平瀬信太郎が1934年（昭和9年）に出版した『天然色写真・日本貝類図譜』（松邑堂）を瀧が増補改訂し、『天然色寫眞版 日本貝類圖鑑 日本列島及その附近産』（文教閣）として出版した。増補改訂にあたり、元版では写真が小さすぎてわかりにくかった小さい種類を、元の標本に基づいて瀧が拡大図に描いたものを新に付け加えた。
1951年（昭和26年）4月10日には、皇居に招かれ科学委員会合に出席。昭和天皇及び出席した委員を前に真珠貝の養殖を中心とした水産養殖学について進講する。

### 科学博物館時代
1951年（昭和26年）8月には最後の勤め先となった国立科学博物館に転勤し学芸部動物学課長となった。この間に、新属 Japonactaeon Is. Taki, 1956、イトカケガイ類の解剖、ナシボラの解剖などの論文を出したほか、横山又次郎の関東地方産貝類化石報告の再版・貝の生態・学生版原色動物図鑑・生物学実験講座・動物の事典・魚貝図鑑・原色動物大図鑑その他にも協力するなど、多数の出版物を出した。ヒザラガイ類標本も文献も再び集め、いくつかの報告を出した。1952年（昭和27年）夏には屋久島に採集旅行をした。また、1950年（昭和25年）から八丈島の貝類の調査に当たっていたが、1953年（昭和28年）8月、八丈島大潟浦でインド洋からフィリピン近海にかけて生息するチチカケガイ属 Titiscaniaの新種ハチジョウチチカケガイ Titiscania shinkishihataii Is. Taki, 1953を採集し、記載した。これは本属の日本近海で初めての発見であり、世界における第3の産地であった。昭和28年9月には日本産ヒザラガイ類目録を記憶を辿って書き、翌年（1954年）1月の貝類学会東京地方談話会で公にし、謄写刷雑誌Gloria Marisに載せた。。
1953年（昭和28年）5月には日本貝類学会創立25周年記念大会、1958年（昭和33年）11月には30周年と、何れも科学博物館で総会・標本展覧・講演・採集などの行事を行い、天皇の行幸を受けた。1958年（昭和33年）から1959年（昭和34年）にヴヰナスの編集・印刷も引き受けたが続けることはできなかった。1957年（昭和32年）4月からは東京大学の講師となり無脊椎動物分類学の講義をしたが、これは東大の停年、60歳まで続いた。なお、日本動物学会、動物分類学会、動物命名規約小委員会などの役員もしていた。
かねてから胃に異和を感じていて、1957年（昭和32年）4月診断の末、胃切除となったが、後に小腸癒着で再びその部分の切除手術を受けた。この際診察を行ったのは大越実、慈恵医大の高橋忠雄、古閑恒寿等である。この病気は致命的なものであったが、当人には知らされず、療養に努めたにも拘らず再び以前の体力に回復することはなかった。しかし本人は旅行も研究もし、意欲は最後まで盛んであった。弟、巌が1961年（昭和36年）3月中旬に西巣鴨の家を訪ねた際はこれまでより元気らしく見え、4月29日の天皇誕生日に広島放送局でラジオ対談に出たのを自宅で聞いたという葉書を送ったのが巖への私信の最後のものであった。5月中旬から麻痺が始まり急いで入院したが、担当医師のあらゆる努力も空しく5月18日午後8時15分、慈恵医大附属東京病院で昏睡のまま世を去った。遺体は石川栄世、井上敏夫らにより剖検され詳しく研究されたが肝硬変は著しかった。5月20日、西巣鴨の自宅付近で告別式を行い、博物館長・貝類学会会長・動物分類学会会長などの弔辞があった。学界に対しての寄与とともに多年生物学研究所の貝類標本の同定の世話をしていたこともあり、訃報が天皇の耳に達すると、菓子と祭粢料を受けた。また内閣からは従四位勲五等（瑞宝章）と叙位叙勲を受けた。また、貝類学雑誌の追悼の辞には、貝類学者である金丸但馬・波部忠重・中島雅男に加え、甥の花井哲郎・同期の竹脇潔・甥の師高島春雄・動物学者であり医師の吉葉繁雄・博物館の小菅貞男・教え子の一橋大学教授である岩田一男・カリフォルニア科学アカデミーのAllyn G. Smith、そして弟である滝巖がそれぞれ追悼の言葉を贈っている。

## 人物
弟、瀧巖によると兄、庸は幼少の時から内気であったが、温厚篤実で・真面目一辺で、少しでも間違ったことは許容しなかった。酒・煙草を喫せず、家庭でも物静かな日常生活をしていた。師範時代から剣道・水泳が得意で、高師時代にはサッカー・乗馬・謡曲も習い、1年生の時には運動会のブラスバンドに引出されてトランペットを吹いた。芸能は自分とは比べられぬ程の才があり、動植物のスケッチは上手であったと語っている。
波部忠重は、庸について、小声でそして少し早口に、かつ要点をすぱっと話されるためちょっとどきまぎさせられることがあったと語っている。
同じときに東京帝国大学の助手を務めた竹脇潔は、庸はいかにもきちんとした几帳面な性質で、ひどくずぼらであるためいつも感心させられたと語っている。その上思いやりが深く、度々好意ある支援を受けたとも語っている。
小菅貞男は、2回の胃摘出手術の後の晩年（昭和32年の暮）に庸に「二人だけで明日忘年会をやりましょう」と言われたエピソードを語っている。それを聞いた小菅は庸は生真面目な性格で、差し向かいで何時間も話すには少々固苦しく窮屈だと思っていたため、閉口しこれは恐しい事になったと思っていた。この窮屈さは誰でも同じと思われ、ある者はよく「先生と5分間話していると窒息してしまうなどと冗談をいっていた。当日、庸は小菅に窮屈な思いをさせまいと思って話すが、小菅の方も面白くそれを聞き、またたく間に3時間あまりの楽しい時を過ごした。小菅は庸について、元来無ロな方と思っていたが、大いにこの認識を新たにするとともに一層の近親感を覚えるようになったと語っている。
横浜三中の教え子である岩田一男は、時間に対し非常に厳粛なで、隣の者と話をしたり、脇見をしたりすると、雷が落ちた。いたずら坊主どもは間もなく「低気圧」という渾名をつけた。しかし、生徒たちと蹴球をやったり、植物採集につれて行く教室外の先生には、打ちとけた親しみやすさがあったと語っている。また、庸は規則正しい生活で、「毎日の便の色まで同じだ」と揶揄されていたと語っている。

## 命名した生物
以下は日本貝類学会 (1984)“瀧巖博士記載の軟体動物タクサ“、“兄 瀧 庸の追憶―その生涯と業績“に基づく。
- ビロウドヒザラガイ Acanthochiton dissimilis Isao Taki & Iwao Taki, 1931
- クサズリガイ Chiton kurodai Isao Taki & Iwao Taki, 1929
- オオクサズリガイ Chiton komainus Isao Taki & Iwao Taki, 1929
- イモムシガイ Cryptoplax propior Isao Taki & Iwao Taki, 1930
- セダカヤスリヒザラガイ Ischnochiton (Lepidozona) iyoensis Isao Taki & Iwao Taki, 1929
- セスジヒザラガイ Ischnochiton (Stenoplax) uenustus Isao Taki & Iwao Taki, 1931
- サメハダヒザラガイ Lepidopleurus hirasei Isao Taki & Iwao Taki, 1929
- ヒトデヒザラガイ Notoplax (Ikedaella) conicus Isao Taki & Iwao Taki, 1929
- ベニヒザラガイ Notoplax (Notoplax) dalli Isao Taki & Iwao Taki, 1929
- ハチジョウチチカケガイ Titiscania shinkishihataii Is. Taki, 1953
- ショウトクヒメタニシ Cipangopaludina chengtenensis (Is. Taki, 1936) [syn. Idiopoma chengtenensis Is. Taki, 1936]
- genus Japonactaeon Is. Taki, 1956

## 献名された生物
以下は主に瀧巖 (1962)“兄 瀧 庸の追憶―その生涯と業績〔附：瀧 庸博士に献名された貝類〕“に基づく。同じ軟体動物学者の滝巖（たき いわお）との区別のため、フルネームが使われているものも多い。
- ミジンチョウジガイ属 genus Takirissoina Oyama, 1962
- オシロイツノオリイレ Dermomurex (Takia) inermis (G. B. Sowerby II, 1841) T. Kuroda, 1953
- シライトマキ Buccinum isaotakii Kira, 1959
- タキエゾイグチ Rectiplanes isaotakii Habe, 1958
- タキフデ Neocancilla takiisaoi (T. Kuroda, 1959)[syn. Mitra taki-isaoi T. Kuroda, 1959]
- イサオツクシ Vexillum isaoi T. Kuroda et Sakurai, 1959
- クチキレツノガイ Siphonodentalium isaotakii Habe, 1953